# Shuto Suzuki
Shuto Suzuki (鈴木 修人 Suzuki Shuto?), född 31 augusti 1985 i Chiba prefektur, är en japansk fotbollsspelare.
Suzuki började sin karriär 2008 i Kashima Antlers. 2009 blev han utlånad till Shonan Bellmare. Han gick tillbaka till Kashima Antlers 2010. Efter Kashima Antlers spelade han för Tochigi SC och Giravanz Kitakyushu. Han avslutade karriären 2014.